# Esther Shalev-Gerz
Pour les articles homonymes, voir Shalev.
Esther Shalev-Gerz, née Gilinsky en 1948 à Vilnius en Lituanie, est une artiste plasticiennequi vit et travaille à Paris.

## Biographie
En 1957, sa famille émigre en Israël et s'installe à Jérusalem.
De 1975 à 1979, elle étudie les beaux-arts à l'Académie Bezalel (en) d'art et de design de Jérusalem et obtient un BFA. Puis elle séjourne à New York pendant un an en 1980/1981.
À partir de 1981, elle participe à des expositions collectives entre autres au musée d'Israël et au musée d'art de Tel Aviv.
L'année 1983 voit la réalisation de ses premières œuvres dans l'espace public avec l'installation permanente Oil on Stone à Tel Haï en Israël, à l'occasion du Tel Haï Contemporary Art Meeting.
En 1984, l’artiste s’installe à Paris et commence à travailler à travers l’Europe et au Canada.
En 1990, elle bénéficie d’une résidence artistique du DAAD et part vivre pour un an à Berlin.
Puis, en 2002, elle séjourne à la résidence IASPIS à Stockholm.
De 2003 à fin 2014, elle a enseigné en Master of Fine Arts à la Valand Academy de l’Université de Göteborg en Suède.
Parmi ses expositions majeures les plus récentes on peut citer Ton image me regarde ?!, en 2010, au Musée du Jeu de Paume à Paris où figuraient une dizaine de ses installations; sa rétrospective Entre l'écoute et la parole en 2012 au Musée cantonal des beaux-arts de Lausanne présentait cette fois une quinzaine de ses installations. Par ailleurs son œuvre a fait l'objet d'une exposition individuelle itinérante au Canada entre 2012 et 2014 tout d'abord à la Kamloops Art Gallery, puis à la Belkin Art Gallery, UBC, Vancouver et enfin à la Galerie de l'UQAM à Montréal.
En 2010 elle reçoit une bourse du Swedish Research Council pour son projet de recherche artistique intitulé Trust and the Unfolding Dialogue.  
En 2013 parait Esther Shalev-Gerz, The Contemporary Art of Trusting Uncertainties and Unfolding Dialogues, édité sous la direction de Jason E. Bowman. Cette anthologie illustrée rassemble des nouveaux textes autour de l'œuvre de Shalev-Gerz et de la notion de confiance ainsi que des textes déjà publiés. Parmi les auteurs se trouvent Jacques Rancière, Georges Didi-Huberman, Jacqueline Rose, James E. Young, Lisa Le Feuvre.
En 2014 l'équipe qu'elle dirige fait partie des six finalistes du concours pour le Monument National de l'Holocauste à Ottawa, Canada, aux côtés des équipes de Yael Bartana, Daniel Libeskind, Krzysztof Wodiczko, David Adjaye, Ron Arad ou encore Gilles Saucier.
La même année Jacqueline Rose consacre à Shalev-Gerz et à son œuvre un chapitre de son dernier livre Women in Dark Times.
En 2015 le FMAC, Fonds d'art contemporain de la ville de Genève fait l'acquisition de l'œuvre Les Inséparables, 2000-2016.
En 2016, une rétrospective Space Between time est présentée au Wasserman Projects à Détroit.
De 2017 à 2018, The Factory is Outside, sa première rétrospective finlandaise est présentée au Selachius Museum Gustaf à Mänttä, en Finlande.
En 2018, quatre de ses projets participatifs : The Gold Room, 2016, The Place of Art, 2004, First Generation, 2004, quatre chapitres de Le Portrait des Histoires, 1998-2008, sont présentés lors d’une rétrospective à la Koffler Gallery à Toronto au Canada
En 2018, l’installation permanente d’Esther Shalev-Gerz The Shadow présente la silhouette spectrale d’un sapin de Douglas de l’époque des forêts primaires. L’œuvre issue d’une commande publique se déploie sur toute l’étendue de la University Commons Plaza, elle-même située sur le territoire non-cédé, traditionnel et ancestral du peuple Musqueam. L’œuvre mesure 100x25m et comprend 24 000 pavés de ciment en trois teintes.
Depuis 2019, Shalev-Gerz fait partie du groupe travaillant à la création du futur musée-mémorial des sociétés face au terrorisme où elle est la seule artiste au sein du groupe d’historiens et d’autres collègues. A ce jour, ils ont produit un rapport présenté le 10 mars 2020 au Président de la République française, Emmanuel Macron. Lisez le texte ici

## Démarche
L’artiste s’interroge sur la construction incessante des rapports entre le vécu et son récit et analyse la notion du portrait, qu’elle appréhende comme le reflet possible d’une personne, d’un lieu ou d’un événement. Son travail propose au spectateur une ouverture sur les ambiguïtés et les multiplicités actives dans la mémoire collective.
Ses  installations, photographies, vidéos et interventions dans l’espace public s’élaborent au travers du dialogue continu et de la négociation avec les différents acteurs des projets, dont la participation met l’accent sur leurs mémoires personnelles, leurs récits, leurs paroles, leurs silences et leurs expériences.
Son œuvre est une investigation permanente de temporalités différentes, d’espaces transitionnels et de la transformation des identités, des lieux et des histoires, qui prend acte, critique et participe à notre compréhension des fonctions sociales et de l’importance de la pratique artistique.
Dans un texte intitulé Le Mouvement perpétuel de la mémoire Shalev-Gerz décrit ainsi sa démarche : « Dans mes travaux dans un espace public, un lieu est réalisé pour une mémoire activée par la participation, c’est-à-dire le moment où le spectateur supposé devient un participant en écrivant son nom, en utilisant sa voix ou en envoyant sa photo. Grâce aux traces laissées par ces actes, ces participants conservent le souvenir de leur propre participation dans le processus de réalisation de l’œuvre, laquelle porte également témoignage de leur responsabilité pour l’époque ».
Dans un entretien avec Marta Gili, directrice du Jeu de Paume, Shalev-Gerz ajoute : « Je cherche à entrer dans l’espace qui s’ouvre entre l’écoute et la parole pour sortir de la logique du discours, c’est-à-dire pour accéder à un espace autre et le produire avec des techniques artistiques. C’est une sorte de « montrage » d’une intelligibilité du sensible ou d’une mémoire autre que celle construite par des mots ou des concepts traversant les corps, captée par le regard. »
Ou encore : « En tant qu’artiste, il m’est très important d’avoir confiance dans les participants, que je perçois d’emblée comme des égaux, et dont la participation est un élément du projet. Je pense que c’est ce qui permet la production de l’œuvre : la confiance dans l’intelligence de l’autre. »
Dans son texte intitulé L’image de l’autre, dans le catalogue de l’exposition Est-ce que ton image me regarde ?, à propos de l’impulsion et de la préparation de cette œuvre, Ulrich Krempel a écrit ces lignes qui offrent un éclairage du travail de l’artiste : « Une chose est certaine : parler et écouter, transmettre le témoignage des survivants, les images, les regards émouvants et les visions furtives de ces regards, voilà ce qui peut seulement nous amener à ce que la mémoire devienne une force créatrice ».
Jacques Rancière dans son texte Le travail de l'image écrit pour le catalogue de MenschenDinge puis repris dans le catalogue de l'exposition au Jeu de Paume a décrit ainsi le travail de l'artiste: Esther Shalev-Gerz fait parler non des témoins du passé ou de l'ailleurs, mais des chercheurs au travail ici et maintenant. Ceux donc qui viennent d'ailleurs, elle les fait parler du présent comme du passé, d'ici comme de là-bas. Elle les fait parler de la manière dont ils ont pensé et aménagé le rapport entre un lieu et un autre, un temps et un autre. Mais aussi les dispositifs qu'elle construit sont eux-mêmes des dispositifs qui distendent leur parole, qui la soumettent à la représentation des conditions de leur énonciation et de leur écoute.
Dans le catalogue de l’exposition « Esther Shalev-Gerz : Entre l’écoute et la parole », Musée cantonal des Beaux-Arts, Lausanne, 2012, Georges Didi-Huberman, « Blancs soucis de notre histoire », écrit à son tour : « Esther Shalev-Gerz n’a jamais cessé, dans ses dispositifs artistiques, de susciter des dialogues, de mettre en forme des situations interlocutoires : elle pose des questions aux uns et aux autres, elle confronte les visages et les points de vue, elle s’inquiète des histoires – voire des simples occasions de sourire – de chacun, elle interroge des objets (comme ceux retrouvés dans la terre du camp de Buchenwald), des pratiques (comme la photographie), au prisme de chaque histoire singulière comme de l’histoire collective... Ce faisant, elle questionne sans relâche la transmission jusque dans ses effets de déroute ou de perdition. »

## Principales œuvres et expositions

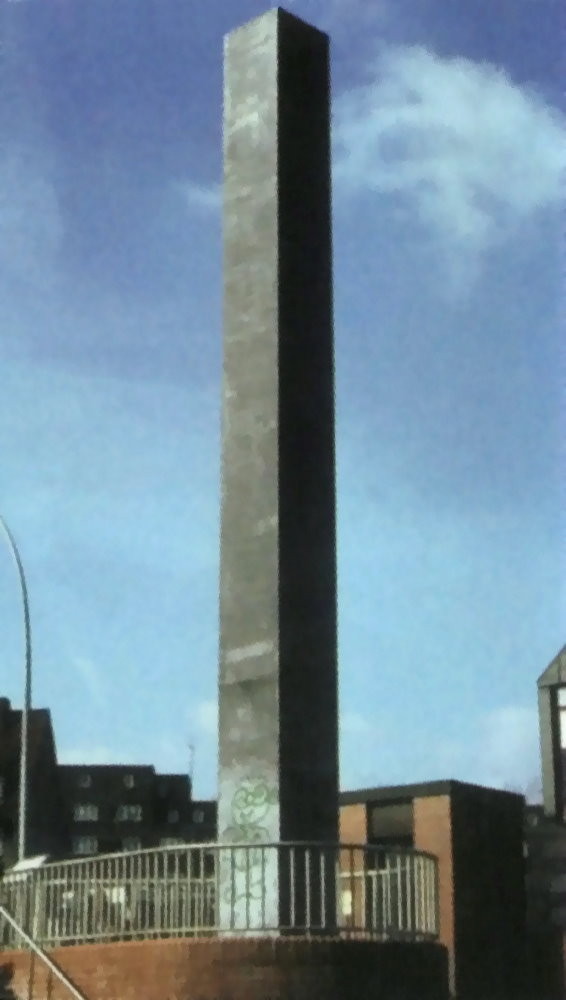
Monument contre le Fascisme, 1986, Esther Shalev-Gerz & Jochen Gerz

- Monument contre le fascisme, Hambourg, 1986. Esther Shalev-Gerz réalise avec Jochen Gerz cette installation permanente à la suite d'un concours organisé par la ville. Ils élèvent sur une place de la ville une colonne recouverte de plomb à côté de laquelle ils disposent des stylets et un panneau portant ce texte en sept langues (français, anglais, allemand, russe, turc, arabe, hébreu) : Nous invitons les citoyens de Harbourg et les visiteurs de cette ville à joindre ici leur nom au nôtre. Cela pour nous engager à être vigilants et à le demeurer. Plus les signatures seront nombreuses sur cette barre de plomb, plus elle s’enfoncera dans le sol. Et un jour, elle disparaitra complètement et la place de ce monument contre le fascisme sera vide. Car à la longue, nul ne s’élèvera à notre place contre l’injustice.

La colonne fut enfouie en sept fois de 1986 à 1993. Il ne reste visible d’elle qu’une plaque de plomb au sol ainsi que le panneau avec le texte et des photos des étapes de son enfouissement.
- Erase the Past, Berlin, 1991. En 1990 pendant sa résidence à Berlin et après la  chute du Mur, Shalev-Gerz reçoit en cadeau un portrait de Honecker, bradé dans la rue. Elle réalise alors cette œuvre, à la fois sous la forme d’une série diapositive et d’un livre s’inspirant de la forme du flipbook. Dans un même intérieur on a un portrait de Honecker ou un portrait de Brecht. En faisant défiler les images on s’aperçoit que le portrait résiste à un mouvement de zoom en gardant toujours la même taille.

- Irréparable, musée de La Roche-sur-Yon, 1996. Shalev-Gerz présente, dans sa première exposition individuelle en France, sa série photographique Irréparable ainsi que des projections d’une quinzaine de séries diapositives dont Juste un ciel, Hommage à Lucy Schwob ou encore Mer de pierres.

- L’Instruction berlinoise, Berlin, 1998. Elle crée avec Jochen Gerz cette œuvre qui est une interprétation de la pièce écrite par Peter Weiss en 1965 intitulée Die Ermittlung. La pièce de Weiss est composée de témoignages des victimes, des bourreaux, des juges et de témoins prononcés au cours des procès d’Auschwitz. L’interprétation des artistes ébranla les distinctions conventionnelles entre témoins et acteurs ; ils prirent en effet le parti de faire jouer la pièce par le public. À chacune des cinq représentations dans trois théâtres  berlinois, théâtre Hebbel, Berliner Ensemble, Volksbühne am Rosa Luxemburg Platz, la salle était comble. Le déroulement des soirées dépendait de la participation de tous : les acteurs, devenus modérateurs, invitaient les spectateurs (individuellement, en groupe, en chorale ou tous ensemble) à réciter des passages du texte ; tous devenaient donc potentiellement acteurs. Ce dispositif rendit la position contemplative et passive impossible et favorisa la création d’une mémoire active dans une salle qui était éclairée en permanence.

- Les portraits des histoires, de 1998 à 2008. Esther Shalev-Gerz développe une série de vidéos et de photographies. À Aubervilliers, au nord de Paris, à Belzunce, un quartier de Marseille, à Skoghall en Suède et à Sandwell au Royaume-Uni, elle a posé aux personnes participant à son projet la question suivante : Quelle histoire faut-il raconter aujourd’hui ? Ceux-ci décidaient ensuite du lieu et de la façon dont ils voulaient être filmés et racontaient l’histoire de leur choix. Plus de 200 personnes ont répondu à cette question. Chaque installation était montrée dans la ville où elle avait été conçue. En 2008 une exposition comprenant toutes les interviews a eu lieu en Angleterre.

- Anges inséparables : la maison éphémère pour Walter Benjamin, Weimar, 2000. Cette installation comprend une vidéo montrant le trajet en taxi effectué par l’artiste entre Weimar et Buchenwald, une série de photographies ainsi que deux objets: une chaise double et une horloge à deux cadrans conjoints et dont les aiguilles tournent en sens opposés.

- White Out : entre l’écoute et la parole, Stockholm, 2002. Au cours de recherches Shalev-Gerz découvre qu’il n’existe pas le mot guerre dans la langue des Samis et que parallèlement la Suède n’a participé à aucune guerre depuis deux cents ans. Deux écrans face à face montrent la même personne. Sur un écran Asa Simma, une femme de double culture samie et suédoise, parle dans son appartement de Stockholm. En face, une autre vidéo la montre dans son paysage natal au nord de la Suède alors qu’elle écoute ses propres paroles enregistrées à Stockholm.

- Est-ce que ton image me regarde ? 2002, Sprengel Museum, Hanovre. Dans cette œuvre, l’artiste a créé une rencontre entre deux femmes qui se trouvaient à proximité pendant la deuxième guerre mondiale. L’une, allemande, vivait à Hanovre, à quarante kilomètre du camp de Bergen-Belsen. L’autre, d’origine polonaise, a survécu à son internement dans ce camp. Sur une série photographique et quatre écrans, on peut voir chaque femme deux fois. Alors qu’elle raconte son histoire et alors qu’elle écoute le récit de l’autre. Ce n’est qu’au cours du vernissage de l’exposition qu’elles se sont réellement rencontrées.

- First Generation, 2004, Suède. Pour cette installation permanente, Shalev-Gerz a filmé en très gros plan le visage de chacune des trente quatre personnes issues de la première génération d’immigrants alors qu’il/elle écoutait leurs réponses aux questions : en arrivant qu’avez-vous perdu ? Qu’avez-vous trouvé ? Qu’avez-vous reçu ? Qu’avez-vous donné ? Ce film muet est visible sur la façade vitrée du Multicultural Center Botkyrka. On peut entendre leurs voix en entrant dans le bâtiment.

- Entre l’écoute et la parole : Derniers témoins, Auschwitz 1945-2005. En 2005 à l’occasion des 60 ans de la libération du camp d’Auschwitz-Birkenau, Shalev-Gerz réalisa ce projet pour l’Hôtel de Ville de Paris. Dans le grand hall de l’Hôtel de Ville de Paris 60 petits lecteurs Dvd disposés sur de grandes tables proposaient aux visiteurs les témoignages de 60 survivants, recueillis à cette occasion. En parallèle, un grand triptyque vidéo muet se trouvait sur le mur au fond du hall. Sur chaque écran, la même vidéo projetée à 7 secondes de décalage présente un montage ralenti des moments de silence dans les témoignages des survivants, entre la question et la réponse, entre un souvenir et un récit.

- A Thread/Un fil, installation permanente, Castlemilk, nord de Glasgow. De 2003 à 2006 Esther Shalev-Gerz élabora un projet dont les participants rassemblés en dix groupes étaient invités à choisir leur vue préférée dans l’ancien parc d’un château adjacent à leurs nouveaux logements.. À chaque point de vue un banc circulaire était disposé composant ainsi un parcours à travers le parc.

- Menschendinge/L’aspect humain des choses. 2006, Mémorial du camp de concentration de Buchenwald. Pour ce travail, l’artiste a demandé à cinq personnes travaillant au mémorial de parler de différents objets fabriqués ou détournés par les prisonniers. L’archéologue, l’historien, la restauratrice, le directeur et la photographe racontent dans cinq vidéos et 25 photographies les histoires reconstruites ou imaginées de ces objets.

- Daedal(us), 2006, Dublin. 24 photos de façades sont projetées sur d’autres bâtiments du même quartier après que les propriétaires de ces bâtiments aient donné leur accord, ainsi que ceux qui ont accepté d’héberger un projecteur pendant le mois qu’a duré le projet. Les photos ont été tirées en différents formats et exposées.

- The Place of Art, 2006, Suède. « Comment définiriez-vous l’art ? » et « Où l’art a-t-il lieu ? » Shalev-Gerz recueillit les réponses à ces deux questions auprès 38 artistes de la banlieue de Göteborg. Une vidéo était exposée dans un centre commercial et quatre autres dans la Konsthalle, à sept kilomètres de là.

- Echoes in Memory, 2007, Maritime Museum, Greenwich, Londres. Une œuvre inspirée par les rumeurs recueillies auprès des employés du musée, à propos entre autres d’une peinture disparue de Gentileschi. 2 vidéos HD, 24 créations 3D contrecollées sur aluminium et montées sous diasec, 1 bande-son.

- Sound Machine, 2008, Suède. Expérience sonore de 5 femmes qui ont été enceintes alors qu’elles travaillaient dans une usine et de leurs filles devenues adultes. 2 projections HD synchronisées. 6 textes sur toiles.

- Still Film, 2009. Recherche par l’artiste de la maison de sa mère en Lituanie. 11 photographies, un texte, une vidéo.

- Open Page, 2009, Canada. Série photo qui saisit le moment où les employés de la bibliothèque publique de Vancouver exposent le livre qu’ils ont choisi dans la partie de la collection inaccessible au public. En 2013, une sélection de cette œuvre sera exposée au sein de la bibliothèque Koerner de l'Université de Colombie-Britannique[20].

- D’eux, 2010. Rencontre vidéo de deux philosophes vivant à Paris. Rola Younes, la libanaise qui apprend les langues de ses voisins pour lire leur histoire à travers celles-ci et le récit d’un moment fondateur dans la pensée et les recherches de Jacques Rancière. 2 projections HD, 12 photographies, 1 bande-son.

- Last Click, 2010, Müseum für Photographie, Brunswick. Une série photographique qui suit les déambulations d’un appareil photo dans les locaux de l’usine Rollei qui se vide avant sa fermeture. Dans une vidéo des gens qui veulent se débarrasser de leur appareil argentique reviennent sur les histoires qu’ils ont vécues ensemble.

- Entre l'écoute et la parole[21], 2012, rétrospective. Dans l’exposition qu’Esther Shalev-Gerz a conçue pour le Musée cantonal des Beaux-Arts de Lausanne[2], l’artiste a dessiné un parcours reflétant les différentes périodes de sa production. Des œuvres majeures ont été articulées de façon non-chronologique, au rythme des salles et des questions qu’elles exploraient. Questions de lieux et de paysages, questions de traces mémorielles contenues dans les objets ou les récits, questions de portraits articulés par la parole et le silence.
- Describing Labor, 2012, The Wolfsonian-FIU, Miami, États-Unis[22], 24 participants issus du monde de l'art décrivent dans une vidéo une œuvre qu'ils ont choisie parmi une sélection de 41 œuvres de la collection du Wolfsonian représentant des travailleurs. Chacun d'entre eux est invité à placer cette œuvre au sein des objets de la collection conservés dans les réserves inaccessibles au public, où elle est ensuite photographiée. L'installation comprend une double projection HD, 24 photographies, une pièce sonore retraçant des bribes de l'histoire de chaque œuvre et de son auteur, une vingtaine de marteaux de verre et douze composition musicales originales. En 2020, le centre national des arts plastiques fait l'acquisition de l'installation, rejoignant ainsi les œuvres de la collection.

- En 2013, la Helen and Morris Belkin Art Gallery présente une exposition personnelle[23] comprenant cinq installations de l'artiste à l’Université de Colombie-Britannique, Vancouver, Canada

- En 2014, l'exposition personnelle, La Mémoire en mouvement[24], de quatre installations est présentée à la Galerie de l’UQAM, Montréal, Canada.

- Asia Time: 1st Asia Biennial/5th Guangzhou Triennial, Guangzhou, Chine, 2015

- The Gold Room, 2016 a été exposé au Musée d’Histoire de Suède, Stockholm, Suède, 2016-2017[25], au Koffler Art Centre, Toronto, Canada, 2017[26]. Attestant de la curiosité et de la fascination des Scandinaves pour les différentes cultures, cette œuvre propose une lecture de l’importance de la valeur culturelle des objets qu’ils ont ramenés dans leur pays comme témoins de leurs voyages et de leurs rencontres. Shalev-Gerz répond ainsi au texte de Borges La Destinée Scandinave. Exposés dans la Gold Room, ces objets culturels venus du passé et les cinq objets culturels prêtés par les réfugiés pour cette exposition d’un an, contiennent dans leurs replis les histoires de ces rencontres et de ces aventures personnelles.

- Bois Mort, 2016, est une excursion en forêt avec un chasseur, un forestier, un anthropologue et un habitant. Leurs mots participent à l’articulation de la puissance d’enchevêtrement et de résistance propre à ce milieu alors qu’ils évoquent et s’interrogent sur les expériences, les intuitions et les influences qui peuvent être vécues à son contact. Un diptyque vidéo réunissant les mots des participants et l’écoute silencieuse de la forêt esquisse une approche sensible de ce monde difficilement saisissable. La Halle, centre d’art contemporain de Pont-en Royans[27], dans le Vercors, une région de forêt et de montagne située dans le sud de la France, a commandé cette nouvelle œuvre à Esther Shalev-Gerz à l’occasion de la célébration de son 30ème anniversaire.

- Space Between Time, Wasserman Projects, Détroit, États-Unis, 2016[28],[29]

- The Last Click, 2016, exposition personnelle à la Sprovieri Gallery avec le soutien de JSVCprojects, Londres, Royaume-Uni [30],[31]

- The Factory is Outside[32], Serlachius Museum, Mänttä, Finlande, 2017-2018

- Entre l’Écoute et la Parole, projection lors de la 11e Cérémonie en hommage aux victimes de l’Holocauste, UNESCO, Paris, France, 25 janvier 2018

- Esther Shalev-Gerz, The Koffler Gallery, Toronto, Canada, 2018

- ON I OFF Muestra de Video, La Havane, Cuba, 2018

- The Shadow, installation permanente dans l’espace public, UBC, Vancouver, Canada, 2018

- Persona Grata ?[33], MAC/VAL, Vitry-sur-Seine, France, 2019 – 2020
- love in the time of social media, Kunstraum Walcheturm, Zurich, Suisse, 2019
- Esther Shalev-Gerz: Selections from the Gold Room, exposition personnelle à Wasserman Projects, Detroit, États-Unis, 2019
- Sortir, Cité scolaire Beaumont, Travaux de la collection du FRAC Bretagne, Redon, France, 2019
- Nicht Museum, Neumarkt, Dresde, Allemagne, 2020
- Sélection de travaux de Ritrovare Volterra, 1998 & Dead Wood, 2016, exposition personnelle, POLPIS Capital, LLC, New York, États-Unis, 2020
- The Crown Letter, weekly from April 21st, 2020
- Depuis 2020, Esther Shalev-Gerz fait partie de la Mission de Préfiguration, Rapport du Premier Ministre français pour la construction future du Musée-Mémorial des Sociétés face au Terrorisme, France, Mars 2020
- Reflecting Pool, Wasserman Projects, Detroit, États-Unis, 2020
- WEFRAC 2021, Road Trip: Quand les projets rhabillent le FRAC, FRAC Bretagne, France, 2021
- The Crown Letter, Photo Days, Fondation Fiminco, Romainville, France, 2021
- The Last Click, exposition personnelle, Out of Sight, commissariat de by Dušica Dražic, Antwerp, Belgique, 2021
- Between Listening and Telling, Nuit Blanche, exposition personnelle, Mémorial de la Shoah, Paris, France, 2021
- The Crown Letter, Bienalsur, MAPI Museo, Montevideo, Uruguay, 2021
- The Crown Letter, Environmental Awareness – Chapter 4: The Crown Letter, Bienalsur, Centro Cultural Córdoba, Argentine, 2021-2022
- IN VISIBLE, Philosophie et Art à l’UNESCO, célébrant le dixième anniversaire des Nuits de la Philosophie organisé par Mériam Korichi, UNESCO, Paris, France, 2021
- The Crown Letter, Photo Days, Square de la Tour Saint-Jacques, Paris, et Jardin Villemin, Paris, France, 2021
- La cité sous le ciel – 93 artistes, CNEAI, Cité internationale universitaire de Paris, France, 2021
- Iconoclash, dans le cadre du projet collaboratif BEYOND MATTER: Cultural Heritage on the Verge of the Virtual Reality, Zentrum für Kunst und Medien Karlsruhe, Karlsruhe, Allemagne, 2022
- The Crown Letter, dans le cadre de KG+ et de Kyotography, Institut Français, Kyoto, Japon, 2022
- Inseparable Angels. An Imaginary House for Walther Benjamin, exposition personnelle, Bauhaus-Museum Weimar, Weimar, Allemagne, 2022
- Metro Art Track, pour le ‘Metro Art Programme’ en 2023, Shopping center, Dudley, Royaume-Uni, 2022
- IN VISIBLE, exposition personnelle, Art Sorbonne Gallery, commissariat de Yann Toma, Photo Days, Paris, 2022

## Livres, catalogues et monographies
- Esther Shalev-Gerz at The Koffler Gallery, The Koffler Centre of the Arts, Toronto, Canada, 2018
- The Shadow, Morris and Helen Belkin Gallery, UBC, Canada, 2018
- The Factory is Outside, Serlachius Museum and Parvs, Finland, 2017
- Jacqueline Rose, Women in Dark Times, Bloomsbury, Londres, Royaume Uni, 2014
- Esther Shalev-Gerz, The Contemporary Art of Trusting Uncertainties and Unfolding Dialogues, Université de Göteborg et Art and Theory Publishings, Stockholm, Suède, 2013
- Jacques Rancière, traduction en japonais de Le travail de l'image in Le spectateur émancipé, Hosei University Press, Japon, 2013
- Memory Palace [3 artists in the library], Doryphore Independent Curators, City of Vancouver, Public Art Program, Canada, 2012
- Esther Shalev-Gerz: Describing Labor, The Wolfsonian-FIU, Miami Beach, États-Unis, 2012
- Esther Shalev-Gerz, Musée cantonal des beaux arts/Lausanne et JRP | Ringier, Zurich, Suisse, 2012
- Esther Shalev-Gerz, Kamloops Art Gallery, Kamloops, Canada, 2012
- Esther Shalev-Gerz, Der letzte Klick, Bulletin no 17, Museum für Photographie, Brunswick, Allemagne, 2010
- Esther Shalev-Gerz, Jeu de Paume et Fage éditions, France, 2010
- Still/Film, Académie des Arts de Vilnius, Lituanie, 2009
- The Place of Art, Art monitor, université de Göteborg, Suède, 2008
- A Thread, Aje Aje, en collaboration avec CCA, Glasgow, Royaume-Uni, 2008
- MenschenDinge, (L’aspect humain des choses), Gedenkstätte Buchenwald, Allemagne, 2006
- First Generation, Multicultural Center, Fitja, Suède, 2006
- Die Berliner Ermittlung von Jochen Gerz und Esther Shalev-Gerz in Theater als Öffentlicher Raum, Christel Weiler, Spielen in Auschwitz, in Theater der Zeit, Allemagne, 2005
- Daedal(us), Fire Station Artists’ Studios, Dublin, Irlande, 2005
- Två installationer/Two Installations, History Museum, Stockholm, Suède, 2002
- Geht dein Bild mich an?/Est-ce que ton image me regarde?, Sprengel-Museum, Hanovre, Allemagne, 2002
- Les Portraits des Histoires – Aubervilliers, Éditions ENSBA, France, 2000
- Les Portraits des Histoires – Belsunce, Éditions Images en Manœuvres, Marseille, France, 2000
- Die Berliner Ermittlung, Hebbel-Theater, Berlin, Allemagne, 1998 (avec J.G.)
- Raisons de sourire, Actes Sud, Arles, France, 1997 (avec J.G.)
- Irréparable, Musée de la Roche-sur-Yon, France, 1996
- Das 20. Jahrhundert, Klartext Verlag, Essen, Allemagne, 1996 (avec J.G.)
- Mahnmal gegen Faschismus, Cantz/Hatje Verlag Stuttgart, Allemagne, 1993 (avec Jochen Gerz)
- Erase the Past, DAAD, Berlin, Allemagne, 1991
- COPAN, Gallery Giovanna Minelli, Paris, France, 1990

## Installations permanentes dans l'espace public
- Oil on Stone/Huile sur pierre, Tel Hai, Israël, 1983. Sculpture réalisée à partir d'un bloc unique de pierre blanche de Jérusalem, découpé en briques et acheminé jusqu'à la colline de Tel Hai où l'artiste a monté deux murs formant un angle de 45° mais sans se rejoindre, ce qui laisse apparaitre une faille qui selon les points de vue dessine une silhouette pointant le doigt vers le Nord ou une brèche donnant à la sculpture l'aspect d'une ruine.
- Monument contre le fascisme, Hambourg, 1986. Esther Shalev-Gerz réalise avec Jochen Gerz cette installation permanente à la suite d'un concours organisé par la ville. Ils élèvent sur une place de la ville une colonne recouverte de plomb à côté de laquelle ils disposent des stylets et un panneau portant ce texte en sept langues (français, anglais, allemand, russe, turc, arabe, hébreu)

Nous invitons les citoyens de Harbourg et les visiteurs de cette ville à joindre ici leur nom au nôtre. Cela pour nous engager à être vigilants et à le demeurer. Plus les signatures seront nombreuses sur cette barre de plomb, plus elle s’enfoncera dans le sol. Et un jour, elle disparaitra complètement et la place de ce monument contre le fascisme sera vide. Car à la longue, nul ne s’élèvera à notre place contre l’injustice.
La colonne fut enfouie en sept fois de 1986 à 1993. Il ne reste visible d’elle qu’une plaque de plomb au sol ainsi que le panneau avec le texte et des photos des étapes de son enfouissement.
- La dispersion des semences, la récolte des cendres, Parc des Nations unies, Genève, Suisse, 1995 et Marl, Allemagne, 1996. Commande du gouvernement allemand à l'occasion des cinquante ans des Nations unies en 1995. Les deux mâts rappelant les mâts sur lesquels flottent les drapeaux des nations participant à l'Organisation des Nations unies, représentent, pour l'un d'entre eux les distributions inédites engendrées par les nouveaux commencements, pour l'autre la nécessité de recueillir les histoires.
- First Generation, Botkyrka, Fittja, Suède, 2004. Pour cette installation permanente, Shalev-Gerz a filmé en très gros plan le visage de chacune des trente-quatre personnes issues de la première génération d’immigrants alors qu’il/elle écoutait leurs réponses aux questions : en arrivant qu’avez-vous perdu ? Qu’avez-vous trouvé ? Qu’avez-vous reçu ? Qu’avez-vous donné ? Ce film muet est visible sur la façade vitrée du Multicultural Center Botkyrka. On peut entendre leurs voix en entrant dans le bâtiment.
- A Thread/Un fil, installation permanente, Castlemilk, nord de Glasgow. De 2003 à 2006 Esther Shalev-Gerz élabora un projet dont les participants rassemblés en dix groupes étaient invités à choisir leur vue préférée dans l’ancien parc d’un château adjacent à leurs nouveaux logements. À chaque point de vue, un banc circulaire était disposé composant ainsi un parcours à travers le parc.
- Les Inséparables, 2000-2016, cette installation permanente dans l’espace public est une double horloge composée de deux cadrans à la fois dédoublés et fusionnés. Comme beaucoup d’œuvres d’Esther Shalev-Gerz, elle est construite à partir de chevauchements visuels et temporels. Les aiguilles du cadran de droite indiquent le temps qui s’écoule vers le futur quand celles de gauche tournent simultanément en direction du passé, dans le sens inverse des aiguilles d’une montre. Inséparables dans le présent, les heures s’écoulent dans les deux directions. Cette œuvre est riche d’évocations et de thématiques telles que l’altérité, le temps, l’histoire, la construction personnelle et collective de la mémoire, le double, la dualité, la complexité et le concept d’inséparabilité.
  - Initialement conçue pour l’installation Anges Inséparables : La Maison éphémère pour Walter Benjamin en 2000, la double horloge d’Esther Shalev-Gerz (1/3) a été isolée une première fois de celle-ci et agrandie à une échelle monumentale à la suite d'une commande de la Fondation Wanas en Suède.
  - En 2016, la ville de Genève, par le biais de son Fonds Municipal d’Art Contemporain (FMAC), a fait l’acquisition et a inauguré l’installation dans l’espace public, rue Lissignol, d’une deuxième édition (2/3) de la double-horloge monumentale agrémentée d’aiguilles rouges marquant les secondes.
- The Shadow, 2018, installation permanente sur la place du campus de l'Université de Colombie Britannique à Vancouver au Canada. L’œuvre mesure 100x25m et comprend 24 000 pavés de ciment en trois teintes. Cette mosaïque contemporaine propose une immersion dans ses perspectives horizontales avec lesquelles les piétons entrent en relation en parcourant sa surface, sa texture et les teintes variées des pavés gris qui la pixelisent. A la manière d’une proto-photographie, The Shadow évoque une absence, comme un souvenir oscillant sous nos pieds et dans nos pensées. The Shadow, l’ombre, convoque le souvenir de ces choses oubliées qui peuplent notre psyché collective et individuelle. En perdant contact avec la matérialité qui l’a créée, nous sommes contraints de donner à cette ombre le sens de ce que nous voyons au lieu de reconnaître l’effacement ou le déni qui a causé sa disparition.

## Œuvres dans des collections publiques
- Fonds régional d'art contemporain de Bretagne (France)
- Skissernas Museum Lund (Suède)
- Sprengel Museum Hannover (Allemagne)
- MacVal Vitry-sur-Seine (France)
- Kulturbehörde Hambourg (Allemagne)
- Fonds d’Art Public (Suède)
- Parc des Nations unies, Genève (Suisse)
- City of Marl (Allemagne)
- Wanas Foundation (Suède)
- Collection d’art contemporain de la Ville de Marseille (France)
- Musée de Cahors Henri-Martin, Cahors (France)
- Musée municipal de La Roche-sur-Yon (France)
- Manufacture des Gobelins, Paris (France)
- Buchenwald Memorial (Allemagne)
- Fondation Cartier (France)
- Environment Trust Glasgow (Royaume-Uni)
- Maison européenne de la photographie Paris (France)
- Collection de la Fondation Hippocrène[34] Paris (France)
- Musée Cantonal des Beaux Arts/Lausanne (Suisse)
- The Wolfsonian-FIU, Miami Beach (États-Unis)
- The Israel Museum, Jerusalem (Israël)
- Fonds d'art contemporain de la ville de Genève (Suisse)

- The Hasselblad Foundation (Suède)

- The Serlachius Museums (Finlande)

- The Belkin Art Gallery (Canada)

- Centre National des Arts Plastiques, CNAP (France)